# Hans Hamm (Kirsche)
Hans Hamm, auch Hamm Blanke, Hans Hamm Blanke, Späte Blanke oder Bittere Blanke ist eine zu den Knorpelkirschen gehörende schwarze Sorte der Süßkirschen. Sie wird wegen ihres Aromas auch als Amarena-Kirsche von der Niederelbe bezeichnet.

## Herkunft
Hans Hamm ist eine historische Sorte aus dem Alten Land, wo sie schon seit Jahrhunderten angebaut wird. Inzwischen ist sie wie viele alte Arten vom Aussterben bedroht. Der Pomologe Eckart Brandt hat einen der letzten Altbäume der Art gepachtet und versucht die Art zu erhalten.

## Frucht
Die Frucht ist klein. Die feste Haut ist in der Vollreife nachtschwarz. Das feste, stark färbende Fruchtfleisch ist schwarz und ausgeprägt bitter, roh fast ungenießbar. Durch Erhitzen offenbart sie jedoch ihr wahres Aroma, sie hat danach einen kräftigen Kirschgeschmack mit einem sehr schönen Bittermandelaroma. Sie reift in der sechsten Kirschwoche. Sie galt früher im Alten Land als die geeignetste Sorte zur Herstellung der traditionellen kalten Kirschsuppe.